# The (Motherfucking) Browns
The (Motherfucking) Browns, también conocidos simplemente como The Browns, es una banda de punk rock procedentes de Calgary, Canadá y formada en 1998.

## Historia
La banda se formó en 1998 por Charlie, Leroy, Chow Yun, Freddy y Buster. Comenzaron como teloneros de bandas como Nashville Pussy, AFI o Good Riddance, hasta que en primavera de ese año se autofinanzan su primer álbum, Getting Jiggy with The Browns. Un año después, el sello canadiense Meter Records los ficha para lanzar su segundo disco, Greatest Hits Volume One.
Sin embargo, su mayor éxito llegaría en 2003 de la mano de Tony Hawk's Underground, videojuego basado en el famoso skater profesional Tony Hawk. La banda contribuye a la exitosa y prestigiosa banda sonora de estas series (el videojuego llegó a ganar un premio MTV a la mejor banda sonora en categoría de videoconsolas) con su tema "American Werewolf in Calgary", que fue editada para el videojuego por su contenido explícito. El éxito internacional del videojuego catapultó a la, prácticamente, desconocida banda a la posibilidad de ser escuchada en muchos más rincones del planeta. Los Motherfucking Browns incluso anunciaron su sitio en internet y su MySpace personal.
En 2004 lanzaron And Now the Screaming Starts! y al año siguiente un recopilatorio, Prom Queen Massacre, bajo el sello Horror High Records. El grupo es conocido por actuar con pasamontañas en sus conciertos. Su cantante, Charlie Brown es un colaborador habitual de la página web de horror www.killerfilm.com.

## Discografía
- Getting Jiggy with The Browns (1998)
- Greatest Hits Volume One (1999) (Meter Records)
- And Now the Screaming Starts! (2004) (Meter Records)
- Prom Queen Massacre (2005) (Horror High Records)